# Докторантура
Докторанту́ра є формою підготовки науково-педагогічних та наукових кадрів вищої кваліфікації. 
В Україні докторантура відкривається при закладах вищої освіти третього або четвертого рівнів акредитації і прирівняних до них закладах післядипломної освіти, у наукових установах, які мають висококваліфіковані науково-педагогічні та наукові кадри, сучасну науково-дослідну, експериментальну та матеріальну базу. 
Відкриття і закриття докторантури у вишах, у наукових установах (за винятком наукових установ Національної академії наук) здійснює Міносвіти, а в наукових установах Національної академії наук — її Президія. Пропозиції про відкриття докторантури у ЗВО та наукових установах подаються міністерствами, іншими органами, до сфери управління яких належать заклади вищої освіти, наукові установи, галузевими академіями наук до Міносвіти, а про відкриття докторантури у наукових установах Національної академії наук — до її Президії. 
Державні виші, які не належать до сфери управління міністерств, інших органів, галузевих академій наук, а також ЗВО іншої форми власності звертаються з пропозиціями про відкриття докторантури безпосередньо до Міносвіти. Особа, що затверджена закладом освіти для проходження докторантури, отримує статус докторанта і може користуватися пільгами, передбаченими законодавством України для цієї категорії.
Результатом трирічної діяльності докторанта стає наукова робота на здобуття ступеня доктора наук, та після привселюдного захисту роботи, затвердження її ВАК України присвоєння ступеня. Вступити до докторантури може особа, яка має ступінь кандидата наук, наукові здобутки та опубліковані праці з обраної наукової спеціальності і яка в змозі на високому науковому рівні проводити фундаментальні, пошукові і прикладні наукові дослідження. 